# Вінницька кондитерська фабрика
Вінницька кондитерська фабрика ROSHEN — підрозділ кондитерської корпорації «Рошен», приватне акціонерне товариство.

## Історія
У 1929 Вінницький міськвиконком ухвалив створити кондитерську фабрику на місці броварні. Асортимент солодощів: карамель у цукрі, пряники, печиво, драже цукрове. Обсяг виробництва становив від 2 до 5 т на добу, а кількість працівників не перевищувала 60 осіб. З того часу асортимент поступово розширювався.
Під час Другої світової війни майже всі будівлі фабрики були зруйновані.
У 1960 почалася капітальна реконструкція. Було збудовано триповерховий будинок, де розмістилися карамельний, цукерковий, ірисний і напівфабрикатний цехи.
У 1968 збудували двоповерховий корпус гофро-картонажного цеху, освоєно випуск зефіру та шербету.
У 1983—1991 фабрика входила до п'ятірки найсильніших підприємств України та СРСР.
У 1995—1996 пройшла приватизація підприємства. В результаті переможцем конкурсу став Український промислово-інвестиційний концерн. Організаційно-правова форма змінилася на ВАТ.
У 2000-х тривало капітальне оновлення виробництва. Став до ладу новий чотириповерховий виробничий корпус (ірисні цукерки, вафлі, вафельні трубочки). З цієї нагоди був виготовлений вафельний торт вагою 350 кг, занесений до Книги рекордів України.
У 2010 на території фабрики відкритий Дитячий освітньо-розважальний центр ROSHEN, а двома роками пізніше відкрито цех № 5 з виробництва шоколаду.
У 2013 внаслідок запровадження Росією нетарифних бар'єрів почалися проблеми зі збутом продукції вінницької фабрики, орієнтованої на російський ринок.
З 2010 фабрика існує у формі ПАТ, а з 2017 — ПрАТ.
На фабриці працює понад 1700 працівників. На німецькому, італійському та чеському обладнанні випускаються близько 200 найменувань кондитерських виробів, загальний обсяг яких становить понад 100 тис. тонн на рік. Випускається понад  40 видів новорічних подарунків, що складаються з продукції з усіх підприємств корпорації. Вінницька фабрика освоїла унікальну для України технологію виробництва желейних цукерок.
Фабрика сертифікована відповідно до вимог міжнародних стандартів якості ISO 9001:2008 та безпеки харчових продуктів ISO 22000:2005. Проводяться екскурсії для школярів та студентів.
У структурі собівартості реалізованої продукції найбільшу частку (40 %) займає заробітна плата; 30 % припадає на амортизацію; решта — на різні витрати.

## Скандали
Англійський архітектор Філ Хадсон заявляє, що корпорація «Рошен» не заплатила йому за розробку ескізного проєкту адміністративного корпусу та прилеглого навісу Вінницької кондитерської фабрики. Робота була виконана у 2011—2012 роках, але замовник не прийняв роботу нібито через численні помилки виконавця. Водночас, після закінчення будівництва два роки потому Хадсон виявив, що об'єкт побудований саме за його проєктом.